# 신일룡
신일룡(申一龍, 본명: 조수현, 1948년 10월 17일~2022년 5월 26일)은 대한민국의 영화배우, 기업가이다.
1969년 연극배우 첫 데뷔하였고 이듬해 1970년 영화 이조괴담으로 영화배우 데뷔하였다.
본명은 조수현(曺秀鉉), 본관은 창녕(昌寧)이다. 예명 신일룡은 데뷔 당시 소속사인 신필름의 한마리 용이 되라는 의미에서 지어졌다.
아버지는 일제강점기 함경남도 북청에서 출생하여 1941년 경성부로 이주한 실향민이고 그의 막내 남동생은 가수 겸 뮤지컬 배우 및 기업가 조정현이다.
2022년 5월 26일 오전에 간암으로 사망하였다.

## 소속
- CFC Korea CEO 사장

## 작품

### 영화
- 1970년 《이조괴담》 - 본명 조수현으로 출연
- 1971년 《전쟁과 인간》
- 1971년 《평양폭격대
- 1972년 《청춘교사》
- 1972년 《섬개구리 만세》
- 1972년 《정과 정 사이에》
- 1972년 《총각선생》
- 1972년 《인왕산 호랑이》
- 1973년 《특공외인부대》
- 1973년 《일요일의 손님들》
- 1973년 《서울의 연인》
- 1973년 《가버린 사랑》
- 1973년 《석양에 떠나라》
- 1973년 《축배》
- 1973년 《애인교실》
- 1973년 《삼일천하》
- 1973년 《호랑이장군》
- 1973년 《똘똘이 해상특공대》
- 1973년 《여로(속)》
- 1973년 《생사의 탈출》
- 1973년 《비원》
- 1973년 《청춘25시》
- 1973년 《특별수사본부 배태옥사건》
- 1973년 《육군사관학교》
- 1973년 《석양에 떠나라》
- 1973년 《황소타고 시집왔네》
- 1973년 《동풍》
- 1973년 《그 얼굴에 햇살을》
- 1974년 《증언》
- 1974년 《죽어서 말하는 여인》
- 1974년 《깊은 사이》
- 1974년 《신설》
- 1974년 《맹물로 가는 자동차》
- 1974년 《특별수사본부 김수임의 일생》
- 1974년 《달래》
- 1974년 《행운》
- 1974년 《잊을수는 없겠지》
- 1974년 《토요일밤에》
- 1976년 《아라비아의 열풍》
- 1976년 《심판자》 - 한국, 홍콩 합작
- 1977년 《신당산대형》 - 한국, 홍콩 합작
- 1980년 《불새》
- 1981년 《경의선》
- 1982년 《애인》
- 1982년 《아벤고 공수군단》
- 1983년 《안개는 여자처럼 속삭인다》
- 1983년 《일송정 푸른 솔은》
- 1983년 《적도의 꽃》
- 1984년 《여인잔혹사 물레야 물레야》
- 1984년 《애마부인2》
- 1984년 《외박》
- 1984년 《밤이 무너질 때》
- 1984년 《낮과 밤》
- 1985년 《미스 김》
- 1986년 《가을을 남기고 간 사랑》
- 1986년 《황진이》

### TV
- 1973년 TBC 대하드라마 《북간도》
- 1989년 한국방송공사 월화드라마 《바람과 구름과 비》

### 광고
- 1984년~1990년 아모레퍼시픽 (쾌남루트,쾌남골드,고려왕드링크,미스쾌남)

## 수상
- 1973년 제10회 청룡영화상 신인연기상(섬개구리 만세)
- 1976년 제15회 대종상영화제 남우주연상(아라비아의 열풍)

## 가족 관계
- 배우자: 채희종
  - 딸: 조여진 (1979년)
  - 아들: 조인준 (1990년)
- 동생: 조정현(1964년 8월 15일~)